# Convergència de Demòcrates de Navarra
Convergència de Demòcrates de Navarra (CDN) fou un partit polític navarrès de centre i regionalista2019 fundat el 27 de març de 1995 fruit d'una escissió d'Unió del Poble Navarrès (UPN). Es definien com «un projecte polític de centre progressista... Des de la idea de la "navarridad" integradora, oposada al "navarrisme" excloent, [sobre] els principis polítics [de] la identitat de Navarra com Comunitat Foral diferenciada, el seu desenvolupament integral i la cohesió de la societat navarresa des del seu pluralisme»>.
El seu líder més important fou Juan Cruz Alli, que va ser President del Govern de Navarra per UPN entre 1991 i 1995. Entre 1995 i 1996 va formar coalició de govern amb el Partit Socialista de Navarra i Eusko Alkartasuna. Des de l'any 2003 fins al 2009 s'integrà en una coalició de govern amb UPN amb dues conselleries, la Conselleria d'Educació (Carlos Pérez-Nievas López de Goicoechea) i el Conseller d'Habitatge (José Carlos Esparza Sáez).
Defensa la furs de Navarra, i els drets històrics i entén que "l'amo del seu futur és el poble navarrès". S'oposa obertament a la integració de Navarra en el País Basc encara que defensa que la quarta disposició transitòria de la Constitució espanyola, que preveu un referèndum davant aquesta eventualitat, es mantingui. Les joventuts de CDN es denominaven Joves Democrátas de Navarra (JDN).

## Evolució electoral
Des de la seva fundació CDN ha experimentat un descens electoral, tendència que va trencar en les eleccions forals de 2003, en la qual va créixer en nombre de vots i va obtenir un parlamentari foral més. En 1995 va obtenir el 18,55% dels vots i 10 diputats. En 1999 el 6,86% i 3 representants. En 2003 va arribar el 7,65% i va augmentar un escó (fins a 4), sent el total de vots nuls del 6,48% del total. En 2007, va obtenir 14.259 vots (4,4%), el que es va traduir en 2 parlamentaris.
A les eleccions municipals de 1995 va arribar el 8,34% i 42 regidors. En 1999, el 4,91% i 25. En 2003 va continuar descendint al 3,46% i 17 regidors. El 2007 va obtenir 7.661 vots (2,29%) i 16 regidors. A les eleccions generals va passar del 5,25% en 1996 a l'1,64% en 2004 –ambdós cops sense representació– i a les europees va registrar el 0,86%. Des de les eleccions municipals de 2007, CDN governa dos petits ajuntaments a Navarra, Azuelo i Enériz.
L'any 2011, tan sols va obtenir uns 4.651 vots a les eleccions autonòmiques, fet que el va deixar sense representació parlamentària. El 2 de juny de 2011, l'assemblea d'afiliats decidí dissoldre el partit, després de 16 anys d'activitat política.